# Anton Friesen

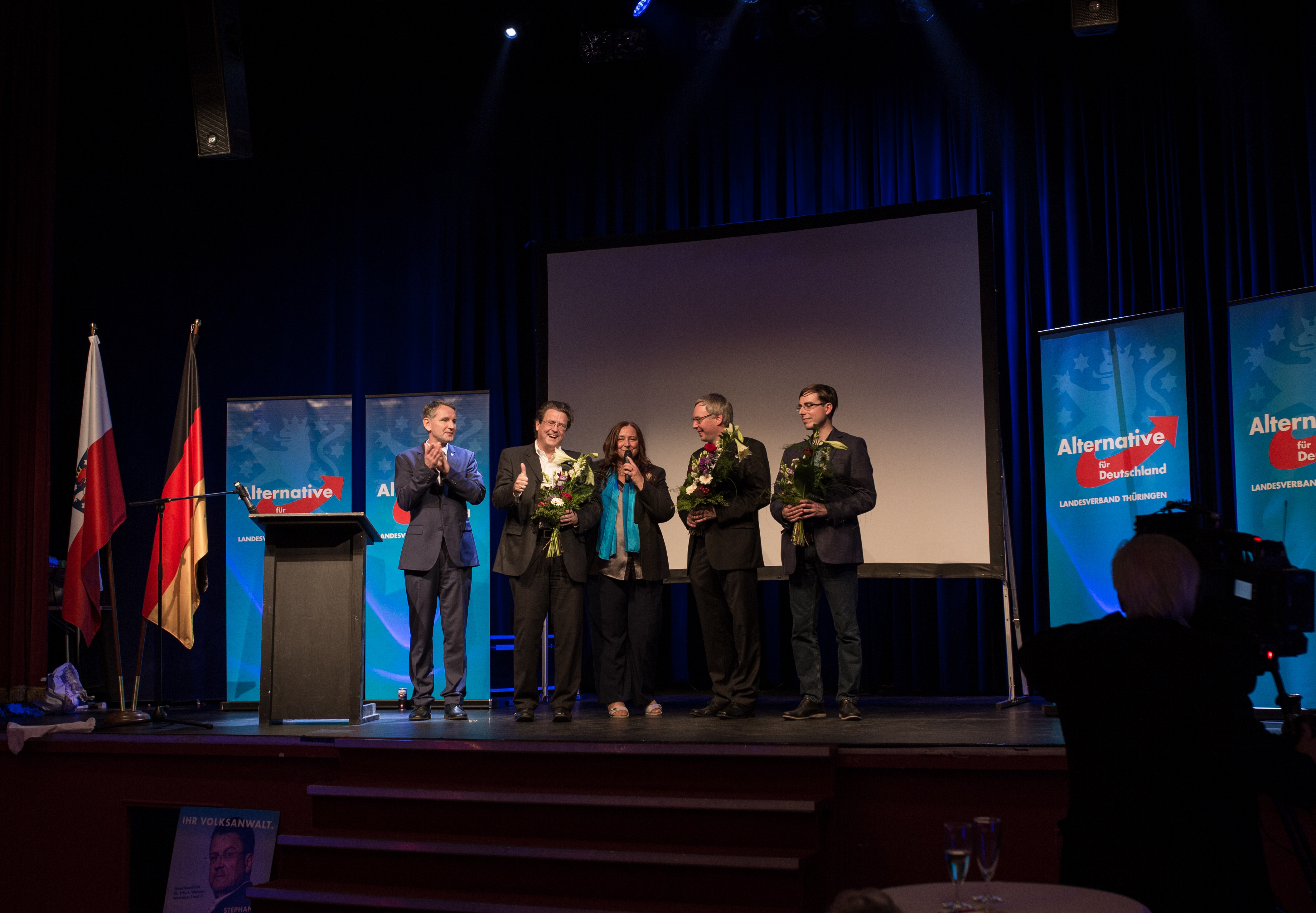
Anton Friesen (1.v.r.), 2017

Anton Friesen (* 15. Juni 1985 in Uspenka, Kasachische SSR) ist ein deutscher Politiker der AfD. Von 2017 bis 2021 war er Mitglied des Deutschen Bundestages.

## Leben
Anton Friesen wuchs als Sohn eines deutschstämmigen Vaters und einer russischen Mutter in Uspenka im Norden Kasachstans auf. Friesens Großeltern väterlicherseits waren wie andere Russlanddeutsche unter Stalin während des Zweiten Weltkriegs in das dünnbesiedelte Gebiet südlich von Westsibirien deportiert worden. 1995 kam Friesen gemeinsam mit seinen Eltern als zehnjähriger russlanddeutscher Spätaussiedler nach Deutschland, wo er im ländlichen Ostwestfalen aufwuchs. Seine Großeltern waren bereits drei Jahre zuvor übergesiedelt. 2006 machte Friesen in Paderborn Abitur.
Friesen studierte von 2006 bis 2011 Politikwissenschaft am Otto-Suhr-Institut der FU Berlin, in seiner Bachelor- wie auch Masterarbeit beschäftigte er sich mit russischer Außenpolitik. 2015 wurde er bei Manfred Kerner und Christian Lammert mit der Dissertation Über das Scheitern der US-Strategie im Afghanistankrieg promoviert, die er unter dem Rilke-Zitat zu Wolf von Kalckreuth „Wer spricht von Siegen? Überstehn ist alles“ publizierte.

## Partei
Seit 2013 gehört Friesen, der nach eigenen Angaben zuvor SPD-Wähler war, der Partei Alternative für Deutschland an. Friesen arbeitete seit 2013 (neben seiner Promotion) als Projektmanager beim Verein Integration-Kulturzentrum e.V. im Kreis Mettmann, einem Verein, der sich für die Integration der Deutschen aus Russland engagierte. Seit Anfang 2015 bis zur Wahl zum Abgeordneten des Deutschen Bundestags war er als Wissenschaftlicher Mitarbeiter für Innere Sicherheit, Kommunalpolitik sowie Migration bei der Thüringer AfD-Landtagsfraktion tätig. Von 2016 an war er Beisitzer im Thüringer Landesvorstand der Jungen Alternative für Deutschland, 2017 wurde er Vorsitzender der JA Thüringen.
Bei der Bundestagswahl 2017 wurde Friesen über Platz 5 der Landesliste der AfD Thüringen in den 19. Deutschen Bundestag gewählt, wo er dem Auswärtigen Ausschuss angehörte. Bei der Bundestagswahl 2021 verpasste er den Wiedereinzug in den Bundestag.
Friesen lebt in Suhl, wo er auch (neben einem weiteren Büro in Meiningen) ein Wahlkreisbüro unterhielt.

## Abgeordneter
Im 19. Deutschen Bundestag war Friesen Obmann des Unterausschusses Vereinte Nationen, internationale Organisationen und Globalisierung. Zudem gehört er als ordentliches Mitglied dem Auswärtigem Ausschuss an und als stellvertretendes Mitglied dem Ausschuss für Menschenrechte und humanitäre Hilfe.

## Positionen
Nach Ansicht von Markus Wehner gehört Friesens Leidenschaft der Außenpolitik, er gilt als Verteidiger der Moskauer Politik. Für die Ukraine hält er Stabilität nur unter russischer Führung für möglich, einen Beitritt der Ukraine zur EU oder NATO sieht er als ausgeschlossen an. Die NATO-Expansion habe zu legitimen Sicherheitsbedenken auf russischer Seite geführt. „Das Denken in Einflusssphären“ habe nach seiner Auffassung „hingegen eine stabilisierende Wirkung für ganz Europa“. Britische Außenpolitik dagegen sei traditionell russlandfeindlich, der Fall Skripal nur ein Vorwand für Sanktionen gewesen.
Seine Werte in der Gesellschaftspolitik sieht Friesen durch seine russlanddeutsche Herkunft geprägt. Den mit der 68er-Bewegung einsetzenden Wertewandel empfindet er als maßgebliche Ursache für Schwangerschaftsabbrüche, Drogentote und Kriminalitätsrate. „Das ostentative Zurschaustellen der Homosexualität“ widerspreche seiner Ansicht nach der „sittlichen Ordnung“, die gleichgeschlechtliche Ehe hält er für falsch.
Friesen lehnt den wissenschaftlichen Konsens über den menschlich verursachten Klimawandel ab.

## Öffentliche Wahrnehmung

### Spende an Sonneberger Tafel
Friesen bezeichnet sich selbst als Christ und sieht Religion als wichtigen Aspekt. Seine ursprünglich russisch-orthodox getaufte Mutter wechselte zur evangelischen Kirche. Für Friesen selbst wäre solch ein Wechsel nicht vorstellbar, da die evangelische Kirche politische Ideologie verbreite. Nachdem außerdem AfD-Politiker wie Höcke und Hampel offiziell zum Kirchenaustritt aufrufen, „wunderte man sich“ gemäß der Zeit, als Friesen im Dezember 2017 in seinem thüringischen Wahlkreis 100 EUR an die vom Diakonischen Werk, dem Wohlfahrtsverband der Evangelischen Kirche in Deutschland, betriebene Sonneberger Tafel spenden wollte. Diese lehnte die Spende aber ab und begründete dies in einem Begleitschreiben damit, dass das „Menschenbild von Diakonie und Kirche“ „mit dem der AfD nicht vereinbar“ sei und die Tafel sich hiervon klar abgrenzen wolle. Während die AfD-Fraktionsvorsitzende Weidel die Reaktion „absolut geschmacklos“ nannte, kommentierte Thüringens Ministerpräsident Bodo Ramelow sie mit den Worten „Als Ministerpräsident habe ich dazu nichts zu sagen – aber als Christ habe ich Respekt vor der Entscheidung der Diakonie in Sonneberg. Die Reaktionen von anderen AfD-Politikern auf die Ablehnung, die Beschimpfungen gegen die Kirche, zeigen, dass die Entscheidung der Diakonie richtig war.“ Die Zeit sah in Friesens Aktion einerseits „kühles politisches Kalkül“; würde sie auf Nächstenliebe fußen, hätte er das Geld auch „anonym in einen Briefumschlag“ stecken können. Andererseits sei es aber auch die „Aufgabe der Kirche, die Gesellschaft zu versöhnen – nicht, sie zu spalten“, anstatt „sich dauerschleifenmäßig zu empören“, solle sie das Gespräch suchen.

### Wahlbeobachtung bei russischer Präsidentenwahl
Im März 2018 reiste Friesen gemeinsam mit sieben weiteren Abgeordneten der AfD-Bundestagsfraktion als Wahlbeobachter zur Präsidentschaftswahl in Russland. Nach Darstellung des Tagesspiegels hatte die russische Regierung insgesamt 300 Politiker dazu eingeladen, sie erhoffe sich von ihnen eine wohlwollende Bewertung: Wenn sie am Wahlabend vor laufender Kamera sagen, sie hätten keine Fälschungen beobachtet, diene das innenpolitisch der Legitimation der Abstimmung. Unabhängige Wahlbeobachtungsverbände wie z. B. Golos, die bei den Präsidentschaftswahlen 2012 Fälschungen dokumentierten, hatten sich dagegen bereits im Vorfeld über massiven Druck beklagt; Beobachtern, die sich über ein mit Golos verbundenes Medium als Journalisten akkreditieren wollten, war die Anmeldung verweigert worden. Wahlbeobachter aus Deutschland seien „oft aus der AFD“, die anschließenden Medienäußerungen „oft sehr standardisiert“. Eine ebenfalls zu Wahlbeobachtung vor Ort weilende offizielle 482-köpfige Delegation der OSZE, zu der Friesen nicht gehörte, kritisierte einen fehlenden Wettbewerb im Vorfeld und dokumentierte diverse Unregelmäßigkeiten während der Wahl. Friesen dagegen berichtete, er habe „keine Unregelmäßigkeiten in den sechs besuchten Wahllokalen […], dafür rege Wahlbeteiligung“ wahrgenommen.

### Totalschaden-Foto wegen lockerer Radmuttern
Nach einem Bürgerdialog im Mai 2018 in Zella-Mehlis ließ sich Friesen zusammen mit einem Mitfahrer mit einem Pkw nach Suhl bringen, anschließend fuhr der Mitarbeiter alleine weiter. Nachdem dieser im rund 30 km entfernten Meiningen ein Geräusch und eine Unwucht feststellte, hielt er an, um ADAC und Polizei zu kontaktieren. Die Polizei stellte lockere Radmuttern an allen vier Rädern fest, eine „Aussage, ob eine politisch motivierte Tat vorliege,“ sei aber noch nicht möglich. Friesen behauptete dagegen in einer Pressemitteilung sowie auf Twitter und Facebook, die Polizei ginge „von einem politisch motivierten Anschlag“ aus, und schrieb von einer „neuen Dimension linksextremistischer Gewalt“. Obwohl der Wagen – abgesehen von den lockeren Radmuttern – unbeschadet auf dem Standstreifen angehalten worden war, illustrierte Friesen seine Meldungen mit einem fünf Jahre alten Foto eines Totalschadens aus der Bilddatenbank Pixabay. Im Verlauf der Ermittlungen der Staatsanwaltschaft stellte ein externes Gutachten fest, dass „die am Fahrzeug verbaute Rad-/Reifenkombination nicht dem Originalzustand des Fahrzeuges entsprach. Es konnten Mängel am Fahrzeug bzw. weitere Anknüpfungstatsachen dokumentiert werden, die in ihrer Gesamtheit ein selbständiges Lösen der Radbolzen begünstigt haben und aus technischer Sicht auch hierfür ursächlich gewesen sein können.“

## Die Neudeutschen
Im März 2019 gründete Friesen zusammen mit anderen AfD-Politikern mit interkulturellem- oder Migrationshintergrund den Verein Die Neudeutschen. Der Verein wolle nach Aussage Friesens gegen das Image der AfD als Partei der Ausländerfeinde angehen. Zu den Forderungen zählen unter anderem eine „umfassende Deislamisierung Deutschlands“, „eine Bekämpfung von islamischen Parallelgesellschaften mit ihrem eigenen Rechtssystem“ und ein „hartes Vorgehen gegen jegliche Formen des Antisemitismus“.